# Jae Crowder
Corey Jae Crowder (Villa Rica, Georgia; 6 de julio de 1990) es un jugador de baloncesto estadounidense que pertenece a la plantilla de los Sacramento Kings de la NBA. Con 1,98 metros de estatura, juega en la posición de alero. Es el hijo del que fuera también jugador profesional Corey Crowder.

## Trayectoria deportiva

### Universidad
Comenzó su carrera universitaria en el South Georgia Tech Junior College, pasando al año siguiente al Howard Community College, con los que ganó en 2010 el campeonato de la NJCAA, siendo elegido Jugador del Año, tras promediar 18,9 puntos y 9,0 rebotes por partido.
En 2010, fue transferido a  los Golden Eagles de la Universidad Marquette, donde jugó dos temporadas en las que promedió 14,6 puntos, 7,6 rebotes y 1,8 asistencias por partido. En su segunda temporada, tras promediar 17,5 puntos y 8,4 rebotes por partido, fue elegido Jugador del Año de la Big East Conference e incluido en el quinteto ideal, y además apareció en el segundo quinteto All-American.

#### Estadísticas
| Año     | Equipo    | PJ | PT | MPP  | %TC  | %3P  | %TL  | RPP | APP | ROB | TPP | PPP  |
| ------- | --------- | -- | -- | ---- | ---- | ---- | ---- | --- | --- | --- | --- | ---- |
| 2010–11 | Marquette | 37 | 17 | 27.6 | .485 | .359 | .616 | 6.8 | 1.6 | 1.3 | .9  | 11.8 |
| 2011–12 | Marquette | 35 | 35 | 32.9 | .498 | .345 | .735 | 8.4 | 2.1 | 2.5 | 1.0 | 17.5 |
| Total   | Total     | 72 | 52 | 30.2 | .492 | .350 | .683 | 7.6 | 1.8 | 1.9 | .9  | 14.6 |

### Profesional

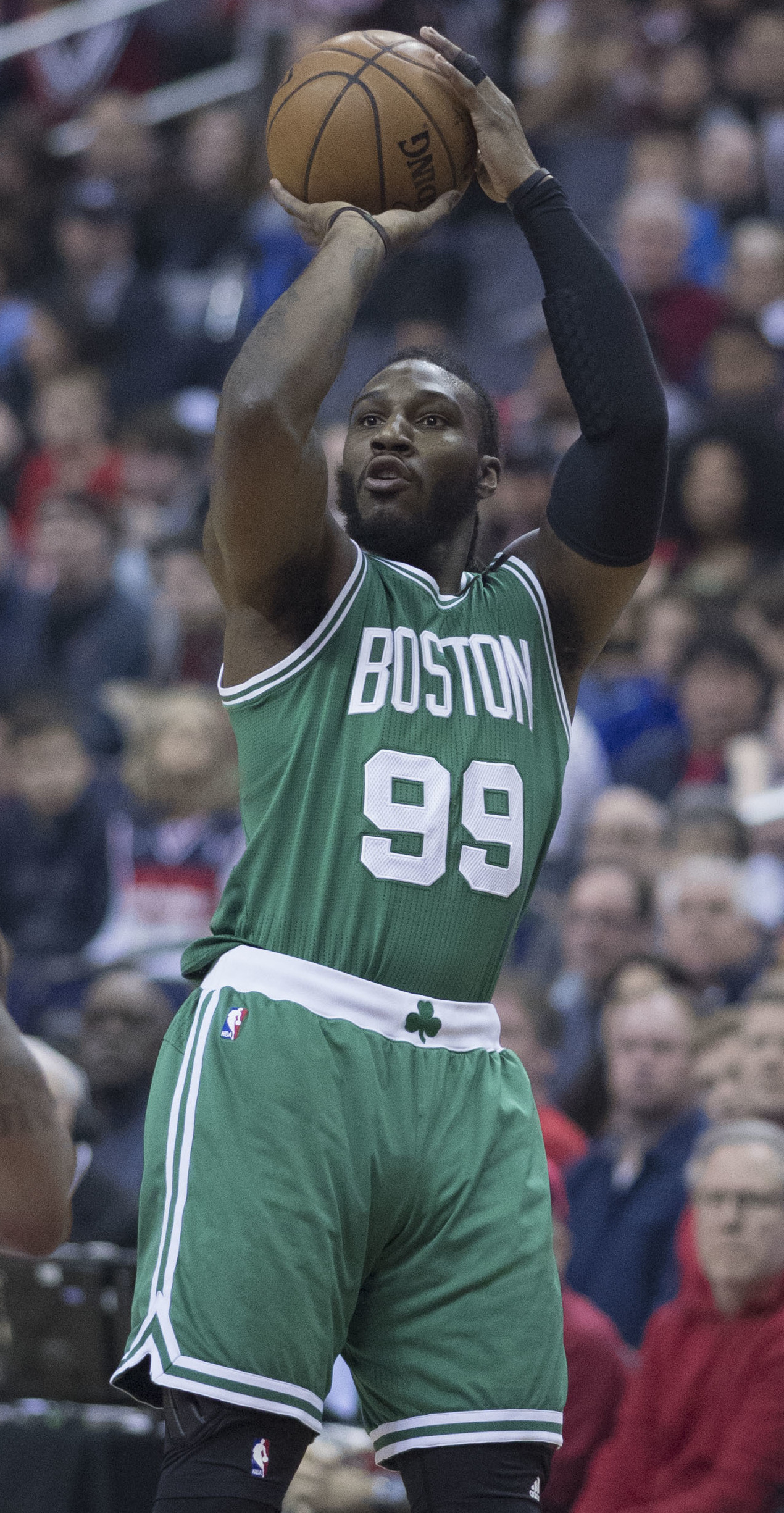
Crowder con los Celtics en 2017.

Fue elegido en la trigésimo cuarta posición del Draft de la NBA de 2012 por Cleveland Cavaliers, pero sus derechos fueron traspasados junto con los de Bernard James y Jared Cunningham a Dallas Mavericks, a cambio de Kelenna Azubuike y los derechos sobre Tyler Zeller. Debutó el 30 de octubre ante Los Angeles Lakers, con los que consiguió 8 puntos y 3 rebotes.
El 18 de diciembre de 2014, Crowder fue traspasado junto con Brandan Wright, Jameer Nelson, una selección de primera ronda para el draft de 2015 y una selección de segunda ronda para el draft de 2016 a los Boston Celtics, a cambio de Rajon Rondo y Dwight Powell.
El 22 de agosto de 2017 fue traspasado junto a Isaiah Thomas, Ante Žižić y la primera ronda desprotegida de Brooklyn Nets del draft de 2018 a Cleveland Cavaliers a cambio de Kyrie Irving.
El 8 de febrero de 2018 fue traspasado a Utah Jazz, en un acuerdo entre tres equipos en el que estuvieron involucrados además los Cavs y Sacramento Kings.
El 19 de junio de 2019, fue traspasado a Memphis Grizzlies, junto a Grayson Allen y Kyle Korver a cambio de Mike Conley.
El 6 de febrero de 2020 es traspasado, junto a Andre Iguodala, a Miami Heat a cambio de Justise Winslow.
El 21 de noviembre de 2020 alcanzó un acuerdo con los Phoenix Suns por tres temporadas y 30 millones de dólares. El 12 de abril de 2021, registra su récord personal de triples con 8, en la victoria ante Houston Rockets.
El 8 de febrero de 2023 es traspasado, junto a Cam Johnson y Mikal Bridges, a Brooklyn Nets a cambio de Kevin Durant y T. J. Warren. Al día siguiente es traspasado a Milwaukee Bucks.
A finales de noviembre de 2024 se une a los Sacramento Kings hasta final de temporada.

## Estadísticas de su carrera en la NBA

### Temporada regular
| Año     | Equipo     | PJ  | PT  | MPP  | %TC  | %3P  | %TL  | RPP | APP | ROB | TPP | PPP  |
| ------- | ---------- | --- | --- | ---- | ---- | ---- | ---- | --- | --- | --- | --- | ---- |
| 2012-13 | Dallas     | 78  | 16  | 17.3 | .384 | .328 | .644 | 2.4 | 1.2 | .8  | .2  | 5.0  |
| 2013-14 | Dallas     | 78  | 8   | 16.1 | .439 | .331 | .754 | 2.5 | .8  | .8  | .3  | 4.6  |
| 2014-15 | Dallas     | 25  | 0   | 10.6 | .434 | .342 | .909 | 1.2 | .5  | .6  | .2  | 3.6  |
| 2014-15 | Boston     | 57  | 17  | 24.2 | .418 | .282 | .762 | 4.6 | 1.4 | 1.0 | .4  | 9.5  |
| 2015-16 | Boston     | 73  | 73  | 31.6 | .443 | .336 | .820 | 5.1 | 1.8 | 1.7 | .5  | 14.2 |
| 2016-17 | Boston     | 72  | 72  | 32.4 | .463 | .398 | .811 | 5.8 | 2.2 | 1.0 | .3  | 13.9 |
| 2017-18 | Cleveland  | 53  | 47  | 25.4 | .418 | .328 | .848 | 3.3 | 1.1 | .8  | .2  | 8.6  |
| 2017-18 | Utah       | 27  | 0   | 27.6 | .386 | .316 | .768 | 3.8 | 1.5 | .9  | .3  | 11.8 |
| 2018-19 | Utah       | 80  | 11  | 27.1 | .399 | .331 | .721 | 4.8 | 1.7 | .8  | .4  | 11.9 |
| 2019-20 | Memphis    | 45  | 45  | 29.4 | .368 | .293 | .789 | 6.2 | 2.8 | 1.0 | .3  | 9.9  |
| 2019-20 | Miami      | 20  | 8   | 27.7 | .482 | .445 | .733 | 5.4 | 1.8 | 1.3 | .5  | 11.9 |
| 2020-21 | Phoenix    | 60  | 42  | 27.5 | .404 | .389 | .760 | 4.7 | 2.1 | .8  | .5  | 10.1 |
| 2021-22 | Phoenix    | 67  | 67  | 28.1 | .399 | .348 | .789 | 5.3 | 1.9 | 1.4 | .4  | 9.4  |
| 2022-23 | Milwaukee  | 18  | 3   | 18.9 | .479 | .436 | .833 | 3.8 | 1.5 | .7  | .3  | 6.9  |
| 2023-24 | Milwaukee  | 50  | 25  | 23.1 | .422 | .349 | .722 | 3.2 | 1.3 | .8  | .2  | 6.2  |
| 2024-25 | Sacramento | 9   | 2   | 11.4 | .318 | .267 | .833 | 2.2 | .7  | .3  | .0  | 2.6  |
| Total   | Total      | 812 | 436 | 24.8 | .418 | .347 | .777 | 4.2 | 1.6 | 1.0 | .3  | 9.3  |

### Playoffs
| Año   | Equipo    | PJ  | PT | MPP  | %TC  | %3P  | %TL   | RPP | APP | ROB | TPP | PPP  |
| ----- | --------- | --- | -- | ---- | ---- | ---- | ----- | --- | --- | --- | --- | ---- |
| 2014  | Dallas    | 7   | 0  | 11.6 | .444 | .429 | .000  | 1.7 | .3  | .3  | .1  | 2.7  |
| 2015  | Boston    | 4   | 1  | 25.0 | .517 | .300 | .769  | 5.0 | 2.0 | 1.0 | .8  | 10.8 |
| 2016  | Boston    | 6   | 6  | 32.8 | .278 | .244 | .636  | 6.5 | 2.2 | 1.5 | .5  | 9.5  |
| 2017  | Boston    | 18  | 18 | 33.1 | .435 | .352 | .833  | 6.4 | 2.7 | 1.1 | .3  | 13.6 |
| 2018  | Utah      | 11  | 2  | 29.4 | .324 | .333 | .643  | 5.1 | 1.7 | 1.4 | .2  | 10.0 |
| 2019  | Utah      | 5   | 3  | 26.0 | .370 | .300 | .737  | 5.8 | .8  | 1.0 | .0  | 10.0 |
| 2020  | Miami     | 21  | 21 | 31.4 | .403 | .342 | .761  | 5.6 | 1.9 | .7  | .6  | 12.0 |
| 2021  | Phoenix   | 22  | 22 | 33.1 | .413 | .380 | .886  | 6.1 | 1.9 | .9  | .8  | 10.8 |
| 2022  | Phoenix   | 13  | 13 | 29.5 | .400 | .302 | .731  | 4.7 | 2.4 | 1.0 | .5  | 9.4  |
| 2023  | Milwaukee | 4   | 0  | 10.2 | .231 | .000 | .500  | 1.0 | .8  | .5  | .0  | 1.8  |
| 2024  | Milwaukee | 4   | 0  | 10.5 | .250 | .143 | 1.000 | 1.5 | .5  | .0  | .5  | 2.3  |
| Total | Total     | 115 | 86 | 28.6 | .392 | .333 | .770  | 5.2 | 1.8 | .9  | .5  | 10.1 |